# مانوئل بوستو
مانوئل بوستو (فرانسوی: Manuel Busto‎; ۱ اکتبر ۱۹۳۲ – ۹ اکتبر ۲۰۱۷) دوچرخه‌سوار اهل فرانسه بود.